# What's Your Hurry? (film 1909)
What's Your Hurry? è un cortometraggio muto del 1909 scritto e diretto da David W. Griffith.
Nel ruolo della cameriera, Bessie McCoy, una famosa cantante di varietà, soprannominata The Yama Yama Girl.

## Trama
Harry si presenta in casa della sua ragazza proprio il giorno del compleanno del padre di Mary. Papà è stato riempito di regali ma il suo preferito è un magnifico fucile che lui non vede l'ora di provare. Così, quando Harry vede per la prima volta il futuro suocero con in braccio un fucile, non ha dubbi sul fatto che la preda debba essere per forza lui.

## Produzione
Prodotto dalla Biograph Company, il film fu girato a Fort Lee nel New Jersey.

## Distribuzione
Distribuito dalla Biograph Company, il film - un cortometraggio di 123 metri - uscì nelle sale cinematografiche statunitensi il 1º novembre 1909. Nelle proiezioni, veniva programmato con il sistema dello split reel, accorpato in un'unica bobina con un altro cortometraggio prodotto dalla Biograph, The Gibson Goddess.